# Нижниця
Нижниця (рос. Нижница) — присілок Бокситогорського району Ленінградської області Росії. Входить до складу Бокситогорського міського поселення.
Населення — 23 особи (2003 рік). 